# Presence (película de 2024)
Presence (Presencia) es una película estadounidense de drama y suspenso sobrenatural de 2024 dirigida por Steven Soderbergh y escrita por David Koepp. Está protagonizada por Lucy Liu, Chris Sullivan y Callina Liang. Fue estrenada por Neon el 24 de enero de 2025.

## Trama
Una familia descubre que no está sola cuando se muda a una nueva casa.La historia está contada desde la perspectiva del fantasma que habita allí.

## Elenco
- Lucy Liu como Rebecca Payne
- Chris Sullivan como Chris Payne
- Callina Liang como Chloe Payne
- Eddy Maday como Tyler Payne
- West Mulholland como Ryan, amigo de Tyler
- Julia Fox como Cece, agente de bienes raíces

## Producción
Es el día 35.° largometraje  de Steven Soderbergh, quien también se encargó de la cámara y el montaje bajo los seudónimos de “Peter Andrews” y “Mary Ann Bernard”. El guion fue escrito por David Koepp, quien anteriormente trabajó con él en el thriller Kimi (2022). Julie M. Anderson y Ken Meyer participaron en el proyecto como productores. 
La película no se anunció públicamente hasta diciembre de 2023, cuando se reveló que formaría parte del Festival de Cine de Sundance de 2024. 

### Rodaje
Fue filmada en 2023 durante la larga huelga del sindicato de actores estadounidense SAG-AFTRA. El proyecto había recibido una exención.   "Excepto el plano final, la película se desarrolla íntegramente dentro de los confines de una casa de familia. [...] Al igual que Perturbada,  “Presence” también emplea un punto de vista único. durante todo su tiempo de ejecución. Todo está filmado con algún tipo de distorsión óptica, posiblemente la variedad de alfiletero que normalmente se logra con un teleobjetivo." 

## Estreno
La película se estrenó en el Festival de Cine de Sundance 2024 el 19 de enero de 2024. Allí la obra fue incluida en la sección estrenos. En el catálogo en línea, los organizadores elogiaron la película como un “emocionante viaje cinematográfico que subraya el estatus de Soderbergh como ícono del cine independiente estadounidense”. También destacaron el guion y las “imágenes siempre impresionantes”.  El director del programa, Kim Yutani, describió Presence como “una película realmente creativa”.  Poco después, Neon adquirió los derechos de distribución de la película.
La película se estrenó en la ciudad de Nueva York el 16 de enero de 2025. Se estrenó en cines de Estados Unidos el 24 de enero de 2025.

## Recepción
En el sitio web agregador de reseñas Rotten Tomatoes, el 91% de las reseñas de 23 críticos son positivas, con una calificación promedio de 7,5/10.  Metacritic, que utiliza un promedio ponderado, asignó a la película una puntuación de 77 sobre 100, basada en 14 críticas, lo que indica críticas "generalmente favorables". 
Benjamin Lee, The Guardian, considera malograda la trama: "Cuanto más conocemos a la familia, más difícil resulta creer en su dinámica; la visión de Koepp sobre la división es demasiado dura; madre e hijo emergen como horribles contrapartes caricaturescas de la santidad de padre e hija [...] Como experimento, sigue siendo interesante, algo que debe archivarse como un ejercicio técnico curioso, y Soderbergh operando a un nivel inferior sigue siendo superior al de muchos de sus pares. La presencia nunca se materializa del todo como esperamos, una historia de fantasmas más atormentada por la posibilidad de lo que podría haber sido. 
Naser Nahandian, Gazettely, comparte la opinión de Lee: "los desarrollos posteriores de la trama introducen notas discordantes que desentrañan este drama familiar lleno de matices. Un romance artificial y la revelación de la identidad de la presencia llevan a Presence al territorio de las películas de clase B, lo que pone a prueba la inversión de la audiencia basada en personajes bien dibujados. Afortunadamente, las actuaciones principales sólidas anclan estos lapsos de guion más débiles. Chris Sullivan irradia decencia moral como el padre preocupado, mientras que Lucy Liu proyecta una determinación gélida que se transforma en un dolor de pánico. Su mezcla de compasión y defectos finalmente resuenan más fuerte que el defectuoso espectáculo sobrenatural que los rodea." 
Brian Tallerico, RogerEbert, observa que la obra puede ser objeto de diversas interpretaciones:  “Presence” es casi como una serie de cortometrajes en los que la presencia se mueve por la casa, siendo testigo de eventos en la vida de sus nuevos residentes con cortes bruscos en negro entre estos episodios [...] Es otra de esas películas que sugiere explícitamente que hay cosas mucho más peligrosas en este mundo que son corpóreas que sobrenaturales, y es una película que admite múltiples lecturas de su título. Chris está considerando no estar “presente” para su esposa, quien en realidad no está presente para su hija. 
Leonardo García Tsao opina, en el periódico mexicano La Jornada, que "aunque la propuesta es simple y lineal, el efecto es inquietante". En su opinión, Soderbergh "crea una atmósfera que, en efecto, parece de otro mundo y acaba siendo un consumado ejercicio de estilo.